# 경기도의 문화유산자료
경기도의 문화재자료는 문화재자료 중에서 경기도에 있는 것을 가리킨다.

## 지정 목록
- 제1호 ~ 제100호
- 제101호 ~ 제200호